# Arena Porte de La Chapelle
Arena Porte de La Chapelle (también conocida por su nombre de proyecto Paris Arena II y su nombre comercial Adidas Arena) es una sala polivalente y modular ubicada en el barrio de la Chapelle en París (XVIII Distrito de París). La sala tendrá una capacidad de 8000 asientos para eventos deportivos y 9000 asientos para conciertos y espectáculos. Se entregue en el invierno de 2024. Originalmente, estaba destinada a albergar los eventos de lucha libre y el torneo preliminar de baloncesto masculino de los Juegos Olímpicos de Verano de 2024, antes de albergar el torneo de tenis de mesa Paralímpico. Finalmente, allí se realizarán las pruebas olímpicas de bádminton y gimnasia rítmica, seguidas de parabádminton y fuerza atlética. Cuando la arena esté construida se convertirá en la residencia de Paris Basketball, así como PSG Handball para sus grandes juegos.